# 大橋よしひこ
大橋 吉彦（おおはし よしひこ）は、日本の漫画家。主に学習漫画を執筆する。主な連載としては小学館の『小学四年生』や家の光協会の『ちゃぐりん』読者コーナーがある。
妻は同じく漫画家の富士山みえる。ペンネームには大橋よしひこ、おおはしよしひこ、うおりゃー!大橋、宝丸ハルカなどがある。

## 来歴
1961年、東京都にて生まれる。法政大学経営学部に進学して漫画研究会に入会し、在学中に『まんが中学歴史』でデビューする。卒業後も子ども向け学習雑誌や参考書に掲載される漫画を執筆する。
1989年頃から2000年頃まで小学館の『小学四年生』で読者ページを担当した後、2010年から家の光協会『ちゃぐりん』の読者ページを担当。読者ページの担当は『ちゃぐりん』が10年ぶりであり、初のデジタルでの作業となった。

## 私生活
吉沢やすみの漫画『ど根性ガエル』のファンであり、ヒロインの吉沢京子が登場してから「グッと面白くなった」と評価し、子ども向けのギャグ漫画で恋愛を大きく取り上げていることが珍しいとコメントした。

## 著作

### 単行本
大橋よしひこ名義
- 『ひみつシリーズ』
  - 「1年366日のひみつ」（2005年、学習研究社、ISBN 4052023471）
- 『もっと知ろうからだのこと』
  - 「筋肉ってすばらしい!」（2006年、インタープレス、ISBN 4902340224）
  - 「ブルーライトから目を守ろう!」（2015年、インタープレス、ISBN 9784906723140）
- 『おねがいマイメロディ 〜くるくるシャッフル!〜』（2006年、ウィーヴ、ISBN 4789729087）
- 『マンガ県民のヒ・ミ・ツ : 47都道府県の出身マンガ家によるご当地限定のジョーシキ』（2008年、イースト・プレス、ISBN 9784872576986）
- 『小学生のまんが 敬語辞典』（2008年、学研、ISBN 9784053026231）[3][6]
- 『まんが47都道府県研究レポート』（2012年、偕成社、全6巻、ISBN 978-4035438618）[注 1]
- 『まんが47都道府県研究レポート 改訂版』（2018年、偕成社、全6巻、ISBN 978-4-03-544461-9）

うおりゃー!大橋名義
- 『忍者猿飛佐助 対決!妖魔軍団』（1987年、学習研究社）[7]
- 『DカップCLUB 2』（1989年、桜桃書房、ISBN 4871831973）
- 『ギャグ大全集 : おぼっちゃまくん』（1989年、小学館）[8]
- 『クリスマスギャグパーティー : おぼっちゃまくん』（1989年、小学館）[9]
- 『くにおくんの格闘王への道』（1993年、小学館）[10]
- 『X-MEN』「強制収容島からの脱出の巻・超怪力!ジャガーノートの巻」（1994年、竹書房、ISBN 4884757319）
- 『ドラえもんの20世紀ビッグ人物伝』[11]
- 『まんが超おもしろ!なんでも百科』「まんが笑いと感動!スポーツ(秘)話」（2002年、金の星社、ISBN 4323053452）
- 『ひみつシリーズ』「からだのひみつ」（2013年、学研マーケティング、ISBN 9784054056855）
- 『みんなの暮らしと農業・JA : 夏休みにわくわく探検!』（2015年、家の光協会）[12]
- 月刊PCエンジン 1988年 - 1994年 怪力イラストコーナーやカット絵などを担当

### 連載
- 進研ゼミ小学講座6年生歴史漫画（ベネッセ）[3]
- 5年の学習「日本のへそ」（学研教育出版）[3]
- 小学四年生読者コーナー（小学館）[3]
- ちゃぐりん「ちゃぐりん広場」（家の光協会）